# Mike Bannister

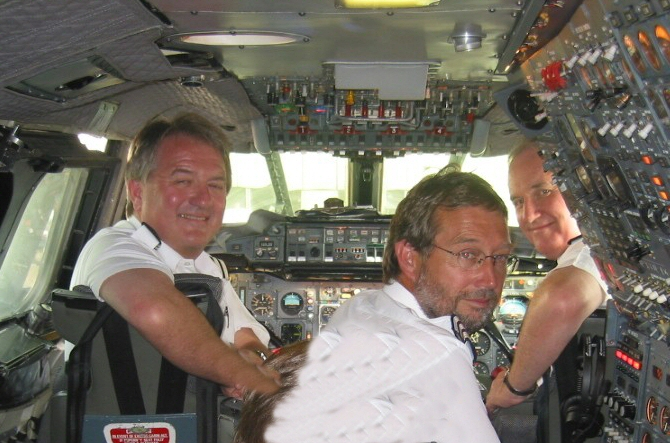
Mike Bannister (izquierda) en la cabina de pilotaje de BA002 el 30 de agosto de 2002

Mike Bannister (1949) es un piloto aeronáutico.
Su fama proviene de ser quien pilotaba los Concorde de British Airways, siendo el piloto encargado en 2001 de reanudar los vuelos tras el grave accidente sufrido en el año 2000 por un Concorde de Air France. Este cargo lo ocupó entre 1995 y 2003, año en el que el Concorde fue retirado. 
Bannister entró en la compañía British Overseas Airways Corporation en 1969. En el curso de la fusión con British European Airways, se unió a British Airways en 1974, convirtiéndose en el miembro más joven del equipo Concorde en 1977.
- Datos: Q1494858